# Katolikus Shalom Közösség
A Katolikus Shalom Közösség (portugálul Comunidade Católica Shalom) egy olyan katolikus lelkiségi mozgalom, mely a római katolikus egyház tanítását vallva fő céljának a fiatalok evangelizálását tekinti.

## Története
A Katolikus Shalom Közösséget Moysés Louro de Azevedo Filho alapította 22 éves egyetemistaként (társalapítójuk Maria Emmir Nogueira). 1982-ben az észak-brazíliai Fortalezában nyitott egy kávézót Shalom néven a fiatalok evangelizálása céljából, majd másik négy fiatallal nyitott egy bárt is, ahol mindenki önkéntesként dolgozott. Az első épületet  1983-ban kibővítették és a „ Shalom da Paz” ( A Béke Shalomja) néven lett ismert, mivel a Béke Királynője plébánia területén helyezkedett el. A Katolikus Shalom Közösség egy ifjúsági csoporttal kezdte meg működését: pizzériát nyitottak a fiatalok találkozási helyeként. A közösség évről évre növekedett, egész Brazíliát behálózó evangelizációs központokat hozott létre, majd eljutott számos más országba, köztük Olaszországba és Franciaországba, Svájcba, Izraelbe, Kanadába, Angliába, de jelen vannak Uruguayban, Algériában, Madagaszkáron, Francia Guyanában, Portugáliában, és 2009 óta Magyarországon is. Erdő Péter bíboros hívta meg őket, hogy Budapesten is nyissanak egy kávézót és járják az országot. A Közösség 2007. február 22-én szentszéki jóváhagyást nyert mint a hívők pápai jogú nemzetközi társulata, amit 2012-ben véglegesítettek. 2010-ben 40 házuk működött Brazíliában, és 14 házuk más országokban.

## Tevékenysége
A Katolikus Shalom Közösség karizmájának alapját három összetevő alkotja:
- Szemlélődés: a feltámadt Krisztus szemlélése által igyekeznek megtalálni a János evangéliumában említett, feltámadt Krisztus által adott békét (Jn 20,21 - SZIT fordítás). A béke héberül shalom. Erről kapta a Közösség a nevét.
- Egység: a szemlélődés útján megtapasztalt békét közösségben élik meg.
- Evangelizálás: a közösség fő célja a fiatalok evangelizálása. A megtapasztalt és megélt békét hirdetik az embereknek. Új formákkal, eszközökkel igyekeznek elérni a társadalom minden tagját. Különösen a fiatalokat célozzák meg. Pizzázókban, kávéházakban, koncerteken, fesztiválokon keresztül igyekeznek elérni őket. Brazil dalokat és csoportos brazil táncokat tanítanak.

A közösségnek két ága van:
- Az Életközösség tagjai (kb. 3 000 fő) teljes egészében az imádságnak és a küldetésnek szentelik magukat. 1985-ben jött létre, az alapító által leírt szabályok szerinti életre tesznek ígéretet. A tagok misszionáriusok. Vagyonközösséget alkotnak, és a közösség házaiban élnek. Képzésük első évében kapnak egy Tau formájú keresztet (ami a héber ábécé utolsó betűje). A keresztre a „Shalom” szó van tűzzel égetve, héber betűkkel. A kereszt zsinórja bézs vagy sötétbarna színű a képzettségtől függően. Minden alkalommal, mikor leveszik vagy megcsókolják, ezt mondják: „Köszönöm Uram, hogy kiválasztottál engem”.
- A Szövetség Közösség tagjai (kb. 150 000 fő), a nem elkötelezett, úgynevezett külső tagok ugyanazokkal a jogokkal rendelkeznek, de karizmájukat saját családjukban, munkájukban, a társadalomban élik meg. 1986-ban jött létre. Hetente kétszer járnak össze imádkozni. A tagok misszióba küldhetők. Képzésük első évében ők is kapnak egy Tau formájú keresztet, aminek zsinórja szürke vagy fehér, a képzettségtől függően.

Budapesten három, hetente összejáró imacsoportjuk van. Emellett rendszeresen tartanak ún. Lectio Divina imádságokat, lelkigyakorlatokat. Az imádság mellett a programok szervezésére munkacsoportokat is alakítanak:
- zenekar és tánccsoport (dicsőítések, koncertek, brazil tánctanítás stb.),
- Internetes csoport (reklámozás, online és elektronikusan elérhető anyagok, a magyar honlap működtetése),
- fordító csoport,
- díszítő csoport,
- buliszervező csoport,
- az imacsoportokért felelős csoport,
- az ún. Szentlélek Szemináriumért felelős csoport.

Budapesten a  IX. kerületben, az Assisi Szt. Ferenc plébánián (Bakáts tér 13.) találhatók meg.

## Szervezete
A Katolikus Shalom Közösség Általános Vezetőségének (Governo Geral) székhelye Fortalézától 27 km-re, Aquirazban található, amit Diakonia-nak neveznek. Az alapító a Moderátor. A Moderátor és az Általános Gyűlés különböző referensek segítségével vezetik a Közösséget. Ők a következő tisztségeket töltik be:
- Moderátor Helyettes,
- Apostoli Referens,
- Missziós Referens,
- Nemzetközi Referens,
- Általános Képzési Referens és
- Gazdasági Referens.

A referensek mellett bizottságok is működnek:
- Az Emberi Méltóság Védelmének Bizottsága,
- a Közös Ügyek Bizottsága,
- a Liturgia Bizottság és
- a Hivatások Felelős Bizottsága.